# Nello Pazzafini
Nello Pazzafini, all'anagrafe Giovanni Pazzafini (Roma, 15 maggio 1933 – Ostia, 9 gennaio 1996), è stato un attore e stuntman italiano.
Appare nei titoli usando diversi nomi, tra cui Nello Pazzafini, John Carey, Red Carter, Ted Carter, Giovanni Pazzafini, Giovanni Pazzofin, Giovanni Pazzofini, Ned Steinberg, Nat Williams.

## Biografia
Nato e cresciuto a Roma, nel quartiere di Ostia, da giovane svolge un gran numero di attività, tra cui il calciatore (principalmente con l'Ostia Mare ed il Sansepolcro) e il bagnino: fu proprio mentre svolgeva questa professione che venne notato e introdotto nel mondo del cinema. Entra ben presto a far parte del gruppo dei caratteristi romani dopo aver frequentato nel 1958 la prima scuola italiana di stuntman tenuta da un maestro d'armi statunitense e per alcuni anni lavora intensamente in molti film mitologici nel ruolo di cascatore, spesso senza essere accreditato: insieme a lui operano numerosi altri acrobati come Franco Fantasia e Nazzareno Zamperla.
Pazzafini si impone quindi nel tempo con numerose partecipazioni a film mitologici, western e polizieschi, dapprima come cascatore. A partire dal 1965, interpreta ruoli più consistenti in numerosi film di genere come caratterista, diventandone un'icona grazie soprattutto alla sua statura (1,90 m), ai suoi lineamenti bronzei e alla sua caratteristica faccia dura e "cattiva", che lo rendono il perfetto antagonista dell'eroe positivo. 
Con il termine dei generi western e avventuroso, nonché dei film della coppia Bud Spencer-Terence Hill, progressivamente si ritira nella sua città natale. Terminata la carriera cinematografica, muore a Ostia il 9 gennaio 1996, all'età di 62 anni. Ai suoi funerali ci fu una folta partecipazione dei colleghi di Cinecittà, compreso Giuliano Gemma. È sepolto nel cimitero comunale di Ostia Antica. Per rendergli omaggio, Steve Della Casa gli ha dedicato un'intera puntata della trasmissione di Rai Radio 3 Hollywood Party e un articolo pubblicato sulla rivista Nocturno.

## Filmografia

### Cinema
- Afrodite, dea dell'amore, regia di Mario Bonnard (1958)
- Il figlio del corsaro rosso, regia di Primo Zeglio (1959)
- Il nemico di mia moglie, regia di Gianni Puccini (1959)
- Il cavaliere dai cento volti, regia di Pino Mercanti (1960)
- Il terrore della maschera rossa, regia di Luigi Capuano (1960)
- La strada dei giganti, regia di Guido Malatesta (1960)
- La vendetta dei barbari, regia di Giuseppe Vari (1960)
- La guerra di Troia, regia di Giorgio Ferroni (1961)
- Il colosso di Rodi, regia di Sergio Leone (1961)
- Goliath contro i giganti, regia di Guido Malatesta (1961)
- Il trionfo di Robin Hood, regia di Umberto Lenzi (1962)
- Maciste contro i mostri, regia di Guido Malatesta (1962)
- Il gladiatore di Roma, regia di Mario Costa (1962)
- Maciste l'eroe più grande del mondo, regia di Michele Lupo (1963)
- Maciste contro i tagliatori di teste, regia di Guido Malatesta (1963)
- Zorro contro Maciste, regia di Umberto Lenzi (1963)
- L'invincibile cavaliere mascherato, regia di Umberto Lenzi (1963)
- Ercole contro Moloch, regia di Giorgio Ferroni (1963)
- Sansone contro i pirati, regia di Tanio Boccia (1963)
- Ursus gladiatore ribelle, regia di Domenico Paolella (1963)
- Golia e il cavaliere mascherato, regia di Giancarlo Romitelli (1964)
- Gli invincibili tre, regia di Gianfranco Parolini (1964)
- I lunghi capelli della morte, regia di Antonio Margheriti (1964)
- Maciste gladiatore di Sparta, regia di Mario Caiano (1964)
- I magnifici Brutos del West, regia di Marino Girolami (1964)
- Sansone contro il corsaro nero, regia di Luigi Capuano (1964)
- Zorikan lo sterminatore, regia di Roberto Mauri (1964)
- La vendetta di Spartacus, regia di Michele Lupo (1964)
- Il magnifico gladiatore, regia di Alfonso Brescia (1964)
- Coriolano eroe senza patria, regia di Giorgio Ferroni (1964)
- Gli schiavi più forti del mondo, regia di Michele Lupo (1964)
- Il leone di Tebe, regia di Giorgio Ferroni (1964)
- L'ultimo gladiatore, regia di Umberto Lenzi (1964)
- Sandok, il Maciste della jungla, regia di Umberto Lenzi (1964)
- Maciste alla corte dello Zar, regia di Tanio Boccia (1964)
- I due gladiatori, regia di Mario Caiano (1964)
- Ercole contro Roma, regia di Piero Pierotti (1964)
- Adiós gringo, regia di Giorgio Stegani (1965)
- Missione Caracas, regia di Raoul Andrè (1965)
- Un dollaro bucato, regia di Giorgio Ferroni (1965)
- Il mistero dell'isola maledetta, regia di Piero Pierotti (1965)
- I predoni del Sahara, regia di Guido Malatesta (1965)
- Slalom, regia di Luciano Salce (1965)
- Il vendicatore dei Mayas, regia di Guido Malatesta (1965)
- Golia alla conquista di Bagdad, regia di Domenico Paolella (1965)
- Un milione di dollari per 7 assassini, regia di Umberto Lenzi (1966)
- Per pochi dollari ancora, regia di Giorgio Ferroni (1966)
- Zorro il ribelle, regia di Piero Pierotti (1966)
- Arizona Colt, regia di Michele Lupo (1966)
- Agente 3S3 - Massacro al sole, regia di Sergio Sollima (1966)
- M 5 codice diamanti, regia di Ronald Neame (1966)
- New York chiama Superdrago, regia di Giorgio Ferroni (1966)
- Faccia a faccia, regia di Sergio Sollima (1967)
- La morte non conta i dollari, regia di Riccardo Freda (1967)
- Asso di picche - Operazione controspionaggio, regia di Nick Nostro (1967)
- Wanted, regia di Giorgio Ferroni (1967)
- Il raggio infernale, regia di Gianfranco Baldanello (1967)
- I giorni della violenza, regia di Alfonso Brescia (1967)
- Killer calibro 32, regia di Alfonso Brescia (1967)
- Le dolci signore, regia di Luigi Zampa (1967)
- La resa dei conti, regia di Sergio Sollima (1967)
- Joe... cercati un posto per morire!, regia di Giuliano Carnimeo (1968)
- 7 pistole per un massacro, regia di Mario Caiano (1968)
- Vivo per la tua morte, regia di Camillo Bazzoni (1968)
- Carogne si nasce, regia di Alfonso Brescia (1968)
- Corri uomo corri, regia di Sergio Sollima (1968)
- Il pistolero segnato da Dio, regia di Giorgio Ferroni (1968)
- Zenabel, regia di Ruggero Deodato (1969)
- La legge dei gangsters, regia di Siro Marcellini (1969)
- Cinque figli di cane, regia di Alfio Caltabiano (1969)
- La morte sull'alta collina, regia di Fernando Cerchio (1969)
- La battaglia di El Alamein, regia di Giorgio Ferroni (1969)
- Le calde notti di Poppea, regia di Guido Malatesta (1969)
- Colpo rovente, regia di Piero Zuffi (1969)
- La furia dei Kyber, regia di José Luis Merino (1970)
- C'è Sartana... vendi la pistola e comprati la bara!, regia di Giuliano Carnimeo (1970)
- L'arciere di fuoco, regia di Giorgio Ferroni (1971)
- Confessione di un commissario di polizia al procuratore della repubblica, regia di Damiano Damiani (1971)
- Quel maledetto giorno della resa dei conti, regia di Sergio Garrone (1971)
- L'uomo dagli occhi di ghiaccio, regia di Alberto De Martino (1971)
- Gli fumavano le Colt... lo chiamavano Camposanto, regia di Giuliano Carnimeo (1971)
- Uomo avvisato mezzo ammazzato... parola di Spirito Santo, regia di Giuliano Carnimeo (1971)
- Alleluja e Sartana figli di... Dio, regia di Mario Siciliano (1972)
- Trinità e Sartana figli di..., regia di Mario Siciliano (1972)
- Poppea... una prostituta al servizio dell'impero, regia di Alfonso Brescia (1972)
- ...E alla fine lo chiamarono Jerusalem l'implacabile (Padella calibro 38), regia di Antonio Secchi (1972)
- Girolimoni, il mostro di Roma, regia di Damiano Damiani (1972)
- Il West ti va stretto, amico... è arrivato Alleluja, regia di Giuliano Carnimeo (1972)
- Si può fare... amigo, regia di Maurizio Lucidi (1972)
- Boccaccio, regia di Bruno Corbucci (1972)
- Sette orchidee macchiate di rosso, regia di Umberto Lenzi (1972)
- Amico, stammi lontano almeno un palmo..., regia di Michele Lupo (1972)
- La spada normanna, regia di Roberto Mauri (1972)
- Ci risiamo, vero Provvidenza?, regia di Alberto De Martino (1973)
- Piedone lo sbirro, regia di Steno (1973)
- Il consigliori, regia di Alberto De Martino (1973)
- Giovannona Coscialunga disonorata con onore, regia di Sergio Martino (1973)
- Si può essere più bastardi dell'ispettore Cliff?, regia di Massimo Dallamano (1973)
- Dio, sei proprio un padreterno!, regia di Michele Lupo (1973)
- Elena sì... ma di Troia, regia di Alfonso Brescia (1973)
- Lo chiamavano Tresette... giocava sempre col morto, regia di Giuliano Carnimeo (1973)
- Il maschio ruspante, regia di Antonio Racioppi (1973)
- La polizia incrimina, la legge assolve, regia di Enzo G. Castellari (1973)
- Troppo rischio per un uomo solo, regia di Luciano Ercoli (1973)
- Una vita lunga un giorno, regia di Ferdinando Baldi (1973)
- Milano odia: la polizia non può sparare, regia di Umberto Lenzi (1974)
- Storia de fratelli e de cortelli, regia di Mario Amendola (1974)
- Di Tresette ce n'è uno, tutti gli altri son nessuno, regia di Giuliano Carnimeo (1974)
- La spacconata, regia di Alfonso Brescia (1974)
- La tigre venuta dal fiume Kwai, regia di Franco Lattanzi (1975)
- Il lupo dei mari, regia di Giuseppe Vari (1975)
- L'uomo della strada fa giustizia, regia di Umberto Lenzi (1975)
- Fantozzi, regia di Luciano Salce (1975)
- Superuomini, superdonne, superbotte, regia di Alfonso Brescia (1975)
- Carambola, filotto... tutti in buca, regia di Ferdinando Baldi (1975)
- Colpo in canna, regia di Fernando Di Leo (1975)
- La poliziotta fa carriera, regia di Michele Massimo Tarantini (1975)
- Lo sgarbo, regia di Marino Girolami (1975)
- Simone e Matteo - Un gioco da ragazzi, regia di Giuliano Carnimeo (1975)
- Il vangelo secondo Simone e Matteo, regia di Giuliano Carnimeo (1975)
- Africa Express, regia di Michele Lupo (1975)
- Il conto è chiuso, regia di Stelvio Massi (1976)
- I padroni della città, regia di Fernando Di Leo (1976)
- Squadra antifurto, regia di Bruno Corbucci (1976)
- 40 gradi all'ombra del lenzuolo, regia di Sergio Martino (1976)
- San Pasquale Baylonne protettore delle donne, regia di Luigi Filippo D'Amico (1976)
- La madama, regia di Duccio Tessari (1976)
- L'adolescente, regia di Alfonso Brescia (1976)
- Italia a mano armata, regia di Franco Martinelli (1976)
- Sangue di sbirro, regia di Alfonso Brescia (1976)
- Il secondo tragico Fantozzi, regia di Luciano Salce (1976)
- Vento, vento, portali via con te, regia di Mario Bianchi (1976)
- Clouzot & C. contro Borsalino & C., regia di Mario Pinzauti (1977)
- La belva col mitra, regia di Sergio Grieco (1977)
- Napoli si ribella, regia di Michele Massimo Tarantini (1977)
- La banda del trucido, regia di Stelvio Massi (1977)
- Il figlio dello sceicco, regia di Bruno Corbucci (1977)
- Italia: ultimo atto?, regia di Massimo Pirri (1977)
- Mannaja, regia di Sergio Martino (1977)
- La polizia è sconfitta, regia di Domenico Paolella (1977)
- La banda del gobbo, regia di Umberto Lenzi (1977)
- Un poliziotto scomodo, regia di Stelvio Massi (1978)
- L'ultimo guappo, regia di Alfonso Brescia (1978)
- Un uomo in ginocchio, regia di Damiano Damiani (1978)
- Lo chiamavano Bulldozer, regia di Michele Lupo (1978)
- La liceale nella classe dei ripetenti, regia di Michele Massimo Tarantini (1979)
- Assassinio sul Tevere, regia di Bruno Corbucci (1979)
- Sette uomini d'oro nello spazio, regia di Alfonso Brescia (1979)
- Riavanti... Marsch!, regia di Luciano Salce (1979)
- Sabato, domenica e venerdì, regia di Sergio Martino (1979)
- Squadra antigangsters, regia di Bruno Corbucci (1979)
- Luca il contrabbandiere, regia di Lucio Fulci (1980)
- La città delle donne, regia di Federico Fellini (1980)
- L'uomo puma, regia di Alberto De Martino (1980)
- Una vacanza bestiale, regia di Carlo Vanzina (1980)
- Napoli, Palermo, New York - Il triangolo della camorra, regia di Alfonso Brescia (1981)
- Cappotto di legno, regia di Gianni Manera (1981)
- La salamandra (The Salamander), regia di Peter Zinner (1981)
- Il vizietto II, regia di Édouard Molinaro (1981)
- Ator l'invincibile, regia di David Hills (1982)
- Bomber, regia di Michele Lupo (1982)
- Banana Joe, regia di Steno (1982)
- Il regalo (Le Cadeau), regia di Michel Lang (1982)
- Tradimento, regia di Alfonso Brescia (1982)
- Amiche mie (1982)
- Giovani, belle... probabilmente ricche, regia di Michele Massimo Tarantini (1982)
- Vieni avanti cretino, regia di Luciano Salce (1982)
- Endgame - Bronx lotta finale, regia di Joe D'Amato (1983)
- Il mondo di Yor, regia di Anthony M. Dawson (1983)
- La guerra del ferro - Ironmaster, regia di Umberto Lenzi (1983)
- Non c'è due senza quattro, regia di E.B. Clucher (1984)
- Dagobert, regia di Dino Risi (1984)
- Ator 2 - L'invincibile Orion, regia di David Hills (1984)
- L'alcova, regia di Joe D'Amato (1984)
- Arrapaho, regia di Ciro Ippolito (1984) non accreditato
- She, regia di Avi Nesher (1984)
- Il Bi e il Ba, regia di Maurizio Nichetti (1985)
- Sicilian Connection, regia di Tonino Valerii (1987)
- The Barbarians, regia di Ruggero Deodato (1987)
- La vendetta, regia di Leandro Lucchetti (1988)
- Miami Cops, regia di Al Bradley (1989)
- Piedipiatti, regia di Carlo Vanzina (1991)
- Così fan tutte, regia di Tinto Brass (1992)

### Televisione
- La Nouvelle malle des Indes - miniserie TV (1981)
- Big Man, serie TV, 2 episodi (1988)
- I promessi sposi, miniserie TV - regia di Salvatore Nocita (1989)
- La piovra 4, regia di Luigi Perelli (1989)

## Doppiatori italiani
- Luciano De Ambrosis in Banana Joe, Non c'è due senza quattro
- Riccardo Mantoni in Sansone contro il corsaro nero, Il raggio infernale
- Sergio Fiorentini in La banda del gobbo
- Daniele Tedeschi in Squadra antitruffa
- Luigi Uzzo in Tradimento
- Renato Mori in Fantozzi